# Líquidos iónicos en la Industria Petrolera
Los líquidos iónicos son compuestos orgánicos iónicos que tienen puntos de fusión muy bajos respecto a las sales inorgánicas. Algunos de ellos son líquidos a temperatura ambiente o cerca a esta. El catión invariablemente es de tipo orgánico y el anión puede ser orgánico o inorgánico (Figura 1).

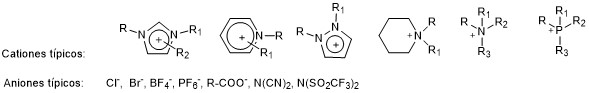
Figura 1. Algunas estructuras de cationes y aniones que conforman los líquidos iónicos.

Algunas propiedades de interés para aplicación en la Industria Petrolera
Entre las propiedades que los caracterizan y que han atraído la atención de los investigadores en los últimos años están:
- Nula o prácticamente nula presión de vapor.
- No son inflamables.
- Tienen buenas propiedades como catalizadores.
- Presentan una elevada conductividad iónica.
- Presentan una amplia ventana de potencial electroquímico.
- En general presentan una elevada estabilidad térmica.
- Gran capacidad disolvente de compuestos orgánicos e inorgánicos y alta polaridad.

#### Algunas aplicaciones en la Industria Petrolera
En la Industria Petrolera, los líquidos iónicos han demostrado gran potencialidad para una amplia variedad de aplicaciones como la remoción de contaminantes (compuestos azufrados y nitrogenados, aromáticos, nafténicos y CO2), como desemulsificantes para la ruptura de emulsiones de agua-en-petróleo, como inhibidores de corrosión, membranas de separación de gases, como inhibidores de la formación de hidratos de metano en aguas profundas, y en la recuperación mejorada de hidrocarburos, y en la extracción de bitúmenes de arenas bituminosas.

#### Aplicación Industrial como Catalizadores de la Reacción de Alquilación Isobutano/Buteno
Se ha demostrado que los líquidos iónicos resultan ser catalizadores muy eficientes para la reacción de alquilación entre isobutano/buteno con la que es posible obtener una gasolina sintética (gasolina de alquilación) muy apreciada por su elevado octanaje y por no contener contaminantes, tales como los compuestos azufrados, nitrogenados y aromáticos (Figura 2).

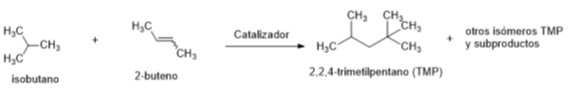
Figura 2. Reacción de alquilación entre isobutano y buteno

Actualmente existen procesos comerciales de alquilación con líquidos iónicos a gran escala en Estados Unidos y China, que han demostrado la efectividad de líquidos iónicos con aniones ácidos de Lewis. Con estos procesos puede obtenerse alto rendimiento del alquilado, empleando un catalizador reutilizable de menor toxicidad y volatilidad respecto a los procesos de alquilación típicos que emplean catalizadores muy tóxicos, corrosivos y peligrosos como el ácido fluorhídrico (HF) y ácido sulfúrico (H2SO4).
También se ha demostrado la actividad catalítica de los líquidos iónicos en la polimerización de butenos, y en la obtención de alquilbencenos.